# هرنان پرز
هرنان پرس (اسپانیایی: Hernán Pérez (footballer)‎؛ زادهٔ ۲۵ فوریهٔ ۱۹۸۹) یک بازیکن فوتبال اهل پاراگوئه است.
از باشگاه‌هایی که در آن بازی کرده‌است می‌توان به المپیاکوس، ویارئال، و تیم ملی فوتبال پاراگوئه اشاره کرد.
وی همچنین در تیم ملی فوتبال پاراگوئه بازی کرده است.